# Пространство Пруссака
Пространство Пруссака — пространство в нижней части латерального отдела аттика, расположен между шрапнеллевой мембраной и латеральной связкой молоточка. Медиально сформирован коротким отростком и шейкой молоточка, латерально костным кольцом в проекции шрапнеллевой мембраны. Вентиляция пространства происходит сзади, выше задней складки молоточка.
Анатомическое образование названо в честь российского оториноларинголога Александра Федоровича Пруссака (1839—1897).
В пространстве Пруссака может располагаться холестеатома, формирующаяся в области шрапнеллевой мембраны.